# Slovaquie aux Jeux olympiques d'hiver de 2006
La Slovaquie est représentée par 61 athlètes aux Jeux olympiques d'hiver de 2006 à Turin.

## Médailles
|           | Médaille d'or | Médaille d'argent | Médaille de bronze | Total |
| --------- | ------------- | ----------------- | ------------------ | ----- |
| Slovaquie | 0             | 1                 | 0                  | 1     |

- - Radoslav Zidek  en snowboard dans l'épreuve du cross H Résultats

## Épreuves

### Biathlon
Hommes
Femmes

### Bobsleigh
Hommes
Femmes

### Combiné nordique
Hommes

### Hockey sur glace
Hommes
| Position | Nom                | Taille | Masse | Date de naissance | Lieu de naissance | Équipe 2005–2006         |
| -------- | ------------------ | ------ | ----- | ----------------- | ----------------- | ------------------------ |
| G        | Peter Budaj        | 183    | 91    | 09/18/82          | Banská Bystrica   | Avalanche du Colorado    |
| G        | Karol Križan       | 178    | 84    | 06/05/80          | Žilina            | Modo Hockey              |
| G        | Ján Lašák          | 183    | 93    | 04/10/79          | Zvolen            | HC Moeller Pardubice     |
| D        | Zdeno Chára        | 205    | 118   | 03/18/77          | Trenčín           | Bruins de Boston         |
| D        | Milan Jurčina      | 195    | 101   | 06/07/83          | Liptovský Mikuláš | Bruins de Boston         |
| D        | Ivan Majeský       | 194    | 104   | 09/02/76          | Banská Bystrica   | Capitals de Washington   |
| D        | Andrej Meszároš    | 182    | 82    | 10/13/85          | Považská Bystrica | Sénateurs d'Ottawa       |
| D        | Martin Štrbák      | 191    | 96    | 01/15/75          | Prešov            | HK CSKA Moscou           |
| D        | Ľubomír Višňovský  | 177    | 85    | 08/11/76          | Topoľčany         | Kings de Los Angeles     |
| A        | Ľuboš Bartečko     | 180    | 92    | 07/14/76          | Kežmarok          | Luleå HF                 |
| A        | Peter Bondra - A   | 183    | 92    | 02/07/68          | Loutsk            | Thrashers d'Atlanta      |
| A        | Pavol Demitra - C  | 182    | 93    | 11/29/74          | Dubnica nad Váhom | Kings de Los Angeles     |
| A        | Marián Gáborík     | 186    | 87    | 02/14/82          | Trenčín           | Wild du Minnesota        |
| A        | Marcel Hossa       | 187    | 100   | 10/12/81          | Ilava             | Rangers de New York      |
| A        | Marián Hossa       | 186    | 94    | 01/12/79          | Stará Ľubovňa     | Thrashers d'Atlanta      |
| A        | Richard Kapuš      | 182    | 92    | 02/09/73          | Bratislava        | Metallourg Novokouznetsk |
| A        | Ronald Petrovický  | 182    | 88    | 02/15/77          | Žilina            | Thrashers d'Atlanta      |
| A        | Tomáš Surový       | 183    | 87    | 09/24/81          | Banská Bystrica   | Penguins de Pittsburgh   |
| A        | Miroslav Šatan - A | 188    | 89    | 10/22/74          | Topoľčany         | Islanders de New York    |
| A        | Jozef Stümpel      | 190    | 100   | 07/20/72          | Nitra             | Panthers de la Floride   |
| A        | Marek Svatoš       | 180    | 82    | 06/17/82          | Košice            | Avalanche du Colorado    |
| A        | Richard Zedník     | 186    | 87    | 01/06/76          | Banská Bystrica   | Canadiens de Montréal    |

### Luge
Hommes
Femmes

### Short-track
Hommes

### Saut à ski
Hommes
- Martin Mesik

### Ski alpin
Hommes
Femmes

### Ski de fond
Hommes
Femmes

### Snowboard
Hommes
Femmes